# Disney Branded Television
Disney Branded Television é o nome comercial das duas unidades que supervisionam os canais de televisão infantis e familiares de propriedade da The Walt Disney Company. 
A ABC Cable Networks Group, Inc.,  que faz negócios com o nome de Disney Channels Worldwide, é uma subsidiária da Walt Disney Television, uma subsidiária da The Walt Disney Company. Esta subsidiária é dirigida pelo Presidente / CCO Gary Marsh e é responsável por operar os canais Disney nos Estados Unidos, como o Disney Channel, o Disney XD, o Disney Junior, além da Radio Disney, da Disney Television Animation e It's a Laugh Productions. A Disney Channels Worldwide supervisionou todos os canais Disney em todo o mundo até a organização do segmento Walt Disney Direct-to-Consumer & International em 14 de março de 2018, quando a unidade foi dividida em duas.
Disney Channels Worldwide internacionalmente é uma unidade da Walt Disney Direct-to-Consumer & International que opera vários canais de televisão para crianças e famílias em todo o mundo, incluindo variações dos canais dos EUA, Disney HD International, Disney Cinemagic, Dlife e Hungama TV.
O Disney Channel foi originalmente estabelecido nos Estados Unidos em 1983 como um canal premium, e desde então convertido em um serviço básico; Além disso, a programação do Disney Channel também se expandiu internacionalmente com o lançamento de várias versões regionais e específicas de cada país do canal, bem como acordos de licenciamento de programas alcançados com redes de televisão que não possuem a marca Disney Channel.
Os nomes corporativos anteriores eram: Walt Disney Entertainment, Inc. (1982-1983), The Disney Channel, Inc. (1983-1997), Disney Channel, Inc. (1997–2001) e Disney Channels Worldwide (2005-2020).